# 灰杆补血草
灰杆补血草（学名：Limonium roborowskii）为白花丹科补血草属下的一个种。

## 扩展阅读
- 維基物種上的相關：灰杆补血草